# Султартангалоун
Озеро Султартангарлоун (ісл. вимова: [ˈsʏl̥tarˌtʰauŋkarˌlouːn]) знаходиться в високогір'ї Ісландії на північ від вулкана Гекла. Це водосховище річки Тьйорсау. Площа його поверхні становить 20 км².
У високогір'ї побудовано і будується багато водосховищ, що породжує питання в ісландському суспільстві щодо інтересів промисловості та навколишнього середовища.

## Дивитися також
- Список озер Ісландії
- Географія Ісландії